# Classe TF-2000
La classe TF-2000 est un projet de construction d'une classe de destroyer anti-aérien conduit par la Turquie depuis la fin des années 1990.
L'effort turc dans le domaine naval s’organise autour du programme MILGEM, lancé en 2004. Ce programme vise la modernisation de la flotte turque à l'horizon 2030 par des navires entièrement fabriqués en Turquie. Il se compose de 3 classes de navires : les corvettes de la classe Ada, les frégates légères de la classe Istanbul et les destroyers TF-2000.
La Turquie considère cette classe comme un nouveau type de navire pour sa propre marine. Elle prendra comme numéro de coque « TF xx », rajoutant un nouveau sigle à la classification de leurs navires.

## Historique
Le projet est lancé à la fin des années 1990, mais la crise économique qui touche la Turquie retarde sa réalisation. En 2004, il est repris au sein du programme MILGEM qui donne la priorité à la production des corvettes Ada et des frégates légères Istanbul.
Initialement prévu pour 8 frégates, le coût du projet TF-2000 est fixé à trois milliards de dollars US. Fin 2016, la Turquie décide d'augmenter la taille des vaisseaux construits, les classant ainsi comme destroyers, et de baisser leur nombre à 4 exemplaires pour un coût unitaire estimé à 1 milliard de dollars US.
La marine turque avait prévu d'en commander quatre de 2014 à 2018 pour remplacer les quatre frégates de la classe Gabya mais le projet a pris du retard. Début 2024, aucune décision n'avait encore été prise sur cette commande.

## Armement
Les destroyers TF-2000 devraient être équipés de matériels développés en Turquie, dont le radar ÇAFRAD AESA. Ils seront armés du système de défense aérienne à longue portée SIPER d'un canon principal de 127 mm et de 64 missiles à lancement vertical (VLS) dont des missiles d’attaque terrestre stratégique Gezgin.
La propulsion principale devrait être assuré par deux turbines à gaz et 2 moteurs diesel (configuration CODOG) qui leur permettront d'atteindre une vitesse maximale de plus de 28 nœuds.
Ils devraient embarquer deux hélicoptères.